# Patrick Heron
Patrick Heron (Headingley, 30 gennaio 1920 – Zennor, 20 marzo 1999) è stato un pittore britannico.

## Biografia
Nato a Leeds, ha trascorso la sua infanzia a St Ives, è poi diventato uno studente alla Slade School of Fine Art (1937-1939). Ha iniziato a dipingere di nuovo dopo la seconda guerra mondiale mentre lavorava come assistente nel Pottery Workshop di Bernard Leach a St Ives (1945). Ha insegnato alla Central School of Fine Art (1953-1956).
Fu un influente critico d'arte per il New Stateman e The Nation tra il 1947 e il 1950 e corrispondente di Londra per la rivista Arts dal 1955 al 1958. Fu l'autore di The Changing Forms of Art nel 1955, Ivon Hitchens nel 1955 e Braque nel 1956.
Il suo lavoro è stato inizialmente influenzato da Henri Matisse e Georges Braque in uno stile figurativo, sebbene in seguito abbia sviluppato uno stile astratto fatto di colori sorprendenti e tele intrecciate seguendo la American School of New York. La sua prima mostra personale ebbe luogo a Londra nel 1947 alla Redfern Gallery, a New York alla Bertha Schaefer Gallery nel 1960. Nel 1952, fu presente alla Biennale di San Paolo con 12 dipinti.
Heron è stato anche un designer di modelli per tessuti stampati. Ha scritto un libro The Shape of Colour (1978), in cui analizza le forme naturali.
Alcuni di questi lavori più importanti sono andati persi nell'incendio che ha spazzato il magazzino di stoccaggio Momart il 24 maggio 2004.